# Johann Vierdanck
Johann Vierdanck (auch Virdanck, Virdank, Vyrdanck, Feyertagk oder Feyerdank) (getauft am 5. Februar 1605 in Jessen (Elster); beerdigt am 1. April 1646 in Stralsund) war ein deutscher Komponist, Instrumentalist (Violine, Zink) und Organist.

## Leben
Johann(es) Vierdanck wurde am 5. Februar 1605 in Jessen als Sohn des Orgelmachers und Tischers Hans Vierdanck (aus Barkha in düringen) getauft; seine Mutter Martha war die Tochter des Wittenberger Buchbinders Barnutius. Vom 17. Dezember 1625 (erster Dresdner Akteneintrag mit dem vollständigen Namen Hans Virdank) bis 24. Juni 1629 (Demissions-Gesuch) war er Großer Capellknabe bzw. Instrumentist an der Dresdner Hofkapelle, hier musikalisch betreut und beherbergt von seinem Lehrmeister Wilhelm Günther (u. a. ein vorzüglicher Violinist und Cornettist). Das Ansinnen des Sächsischen Kapellmeisters Heinrich Schütz, Vierdanck bei dem Wiener Cornett-Virtuosen Giovanni Sansoni (1593–1648) weiterbilden zu lassen, wurde vom Sächsischen Kurfürsten aus finanziellen Gründen mehrfach abgelehnt. Johann Vierdanck – von dieser Entscheidung enttäuscht – richtete daraufhin am 24. Juni 1629 an den Sächsischen Kurfürsten ein Demissions-Gesuch.
Ab September 1631 (Bestallung) bis Johannis 1632 (Demission) war er Instrumentist (Streicher) an der Güstrower Hofkapelle. Seit 1632 führten ihn Studienreisen nach Lübeck, Hamburg und Kopenhagen, dabei Bekanntschaft/Freundschaft mit Nicolaus Bleyer (Kompositionsunterricht?), Johann Schop und Georg Friedrich Hoyoul.
Am 9. April 1635 war Vierdanck in Stralsund anwesend (als Pate in einem Kirchenbuch eingetragen, aber ohne Berufsbezeichnung). Bei der Güstrower Hochzeit der Prinzessin Sophie Elisabeth mit August den Jüngeren, Herzog zu Braunschweig-Lüneburg, Fürst von Braunschweig-Wolfenbüttel (12. Juli 1635) wird er als Musicant aus Stralsund erwähnt.
Seit 1635 – 1646 war er Organist an der Stralsunder Marienkirche. Er bezog dort ein Gehalt von „225 mk (quartaliter)“ und „30 mk Holzgeld“, was in etwa dem eines Predigers entsprach und beispielsweise ein Lehrergehalt weit übertraf. Vierdanck veröffentlichte mehrere Musiksammlungen im Selbstverlag, auch wird er im Taufregister der Marienkirche mehrfach als Pate und Empfänger beachtlicher Patengeschenke genannt. Beides spricht für einen gewissen Wohlstand und Anerkennung. Er war verheiratet mit Anna, geb. Lambrecht. 1642 äußert er Gedanken, Stralsund zu verlassen (Bewerbung in Lübeck?): „...ich auch aus sonderen Ursachen Bedencken getragen mich von dem Baltischen Seestrande welchem ich meine vorige Arbeit consecriret, abzuwenden.“. Vierdanck blieb aber bis zu seinem Tod drei Jahre später in Stralsund und wurde am 1. April 1646 in der Marienkirche Stralsund mit Glockenlaeuten beerdigt.
Nach der ersten Publikation Erster Theil newer Pavanen (1637) veröffentlichte Vierdanck 1641 einen Ander Theil, dessen erste 14 Stücke frühe Violinduos ohne Basso Continuo sind, zudem finden sich hier frühe Beispiele für konzertante Besetzung mit Soloinstrument sowie für die Nachfolge von Carlo Farinas berühmtem Capriccio stravagante von 1627.

## Werke
Instrumental
- Erster Theil Newer Pavanen, Gagliarden, Balletten vnd Correnten m. 2 V. u. einem Violon nebenst dem Bc. (Greifswald, 1637)
- Ander Theil darinnen begriffen etliche Capricci, Canzoni vnd Sonaten mit 2. 3. 4. und 5. Instrumenten ohne und mit dem Basso Continuo (Greifswald, 1641)

Vokal
- Erster Theil Geistlichen Concerten für 2 - 4 St. und B. c. (Greifswald, 1641/43)
- Ander Theil Geistlicher Concerten mit 3. 4. 5. 6. 7. 8. vnd 9. St. nebenst einem gedoppelten B. c. (Rostock, 1643)

- Der Herr hat seinen Engeln befohlen. Geistliches Konzert für 2 Soprane, Tenor, Bass, 2 Violinen, 3 Posaunen und B. c.
- Ich freue mich im Herren. Geistliche Hochzeit-Freude. Aus dem Propheten Jesaia cap. 61. Geistliches Konzert für Sopran, 2 Violinen, 3 Posaunen und B. c. (Greifswald, 1643)
- Stehe auf, meine Freundin. Geistliches Konzert für 2 Soprane, 2 Violinen, 3 Posaunen und B. c.
- Meine Harfe ist zur Klage geworden. Motette für Sopran, Alt, Tenor, Bass und B. c.

## Diskografie
- Johann Vierdanck. 20 Capricci, Canzoni & Sonatas. Parnassi musici. CPO 2007
- The Trio Sonata in 17th Century-Germany. London Baroque. [darin: Suite A-Dur]. BIS 2008
- Machet die Tore weit. Innsbrucker Capellknaben, Howard Arman. [darin: Ich verkündige euch große Freude]. Tyrolis 1997
- Die Herrlichkeit der Erden muß Rauch und Asche werden. Musik und Poesie aus der Zeit des 30-jährigen Krieges. Musica Fiorita, Daniela Dolci. [darin: Capriccio Nr. 17, Singet dem Herrn]. AM 1997
- Wedding Motets. Weser Renaissance, Manfred Cordes. [darin: Capriccio, Ich freue mich im Herren]. CPO 2006
- His Majestys Sagbutts Grand Tour. His Majestys Sagbutts & Cornetts. Darin: Sonata 28, Sonata 31 („Als ich einmal Lust bekam“). Hyperion 1996